# Phil Grindrod
Phil Grindrod (nascido em 1963) foi um diretor de fotografia britânico.

## Filmografia selecionada
- A Southern Maid (1933)
- The Great Defender (1934)
- Give Us the Moon (1944)
- I'll Be Your Sweetheart (1945)
- George in Civvy Street (1946)
- Dusty Bates (1947)
- The Clouded Crystal (1948)